# Unité de contrôle du moteur
 (mars 2017).
Si vous disposez d'ouvrages ou d'articles de référence ou si vous connaissez des sites web de qualité traitant du thème abordé ici, merci de compléter l'article en donnant les références utiles à sa vérifiabilité et en les liant à la section « Notes et références ».
Pour les articles homonymes, voir ECU.

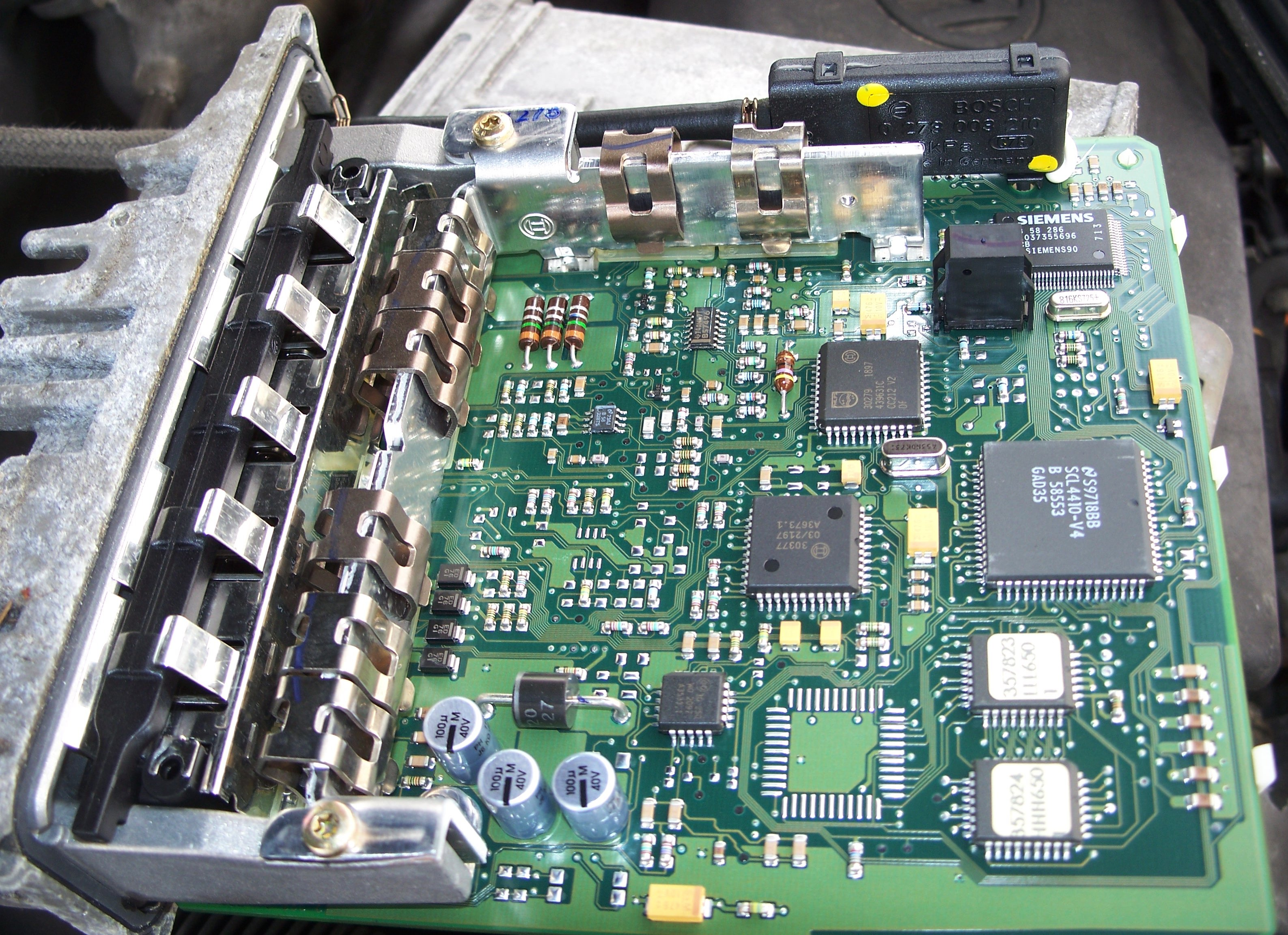
Vue d'une unité de contrôle du moteur d'une Golf III

Une unité de contrôle moteur (en anglais « engine control unit » ou « ECU »), plus communément appelée « module de commande du groupe motopropulseur » (PCM), est un type d'unité de commande électronique qui commande une série d'actionneurs sur un moteur à combustion interne pour assurer le fonctionnement optimal.

## Description
Pour fonctionner l'UCM a besoin de :
- capteurs pour mesurer différents paramètres (température, pression, etc.) ;
- processeur et ses programmes ;
- actionneurs pour contrôler par exemple l’accélérateur mais aussi les freins de chacune des roues (pour l'ESP et l'ABS par exemple).